# Manolis Siopis
Manolis Siopis (griechisch Μανώλης Σιώπης; * 14. Mai 1994 in Alexandroupoli) ist ein griechischer Fußballspieler. Er steht bei Panathinaikos Athen unter Vertrag.

## Karriere
In der Saison 2013/14 debütierte Siopis durch den Wechsel aus der U20-Mannschaft zur ersten Mannschaft von Olympiakos in Griechenland.
Ab 7. August 2013 wurde Siopis an Platanias verliehen. Am 30. Juni 2016 kehrte er zu Olympiakos Piräus zurück. 
Anschließend wurde er von der Saison 2014/15 bis zur Saison 2017/18 durchgehend an Panionios verliehen. Am 29. August 2018 wechselte Siopis für eine Ablösesumme von 100.000 Euro zu Aris Thessaloniki. Dort spielte er bis zur Saison 2019/20 und wechselte am 2. Juli 2019 für eine Ablösesumme von 500.000 Euro in die türkische Süper Lig zu Alanyaspor.
Am 18. August 2021 wechselte Siopis für 1 Million Euro zu Trabzonspor und im August 2023 ablösefrei nach Wales zu Cardiff City.

## Erfolge
- Türkischer Meister: 2021/22